# Stadsregio Arnhem Nijmegen
Stadsregio Arnhem Nijmegen er det hollænderne kalder en plusregio og er en byregion, der består af området omkring byerne Arnhem og Nijmegen plus de omkringliggende kommuner: Beuningen, Doesburg, Duiven, Groesbeek, Heumen, Lingewaard, Millingen aan de Rijn, Montferland, Mook en Middelaar, Overbetuwe, Renkum, Rheden, Rijnwaarden, Rozendaal, Ubbergen, Westervoort, Wijchen, and Zevenaar i provinsen Gelderland i Holland.
Målet for regionen er at skabe en samarbejdsplatform for urbanisering, transport og økonomisk udvikling.
I 2011 var der i regionen 736.107 indbyggere.

## Ekstern henvisning
- http://www.destadsregio.nl/

51°54′53″N 5°53′09″Ø / 51.91472°N 5.88583°Ø